# Julia Kisielewska
Julia Kisielewska z d. Krzymuska (ur. 1874 w Budzisławiu Kościelnym, zm. 1943 w Michałowie) – nauczycielka, krytyczka literacka, publicystka.

## Życiorys
Julia Kisielewska urodziła się w Budzisławiu Kościelnym w rodzinie Marii z Orzechowskich i Stanisława Krzymuskich. Ojciec był właścicielem wsi na Kujawach. W domu rodzinnym częstymi gośćmi byli cenieni pisarze i malarze np. Józef Mehoffer i  Stanisław Wyspiański. Kisielewska odebrała edukację na kursach Adriana Baranieckiego.
W 1901 r. tajemnicy przed rodziną poślubiła dramaturga, krytyka literackiego i teatralnego Jana Augusta Kisielewskiego. Po ślubie kobieta zaczęła podpisywać utwory nazwiskiem męża, a także publikowała pod pseudonimami: J. Oksza, Julia Oksza, J.O.
Stałą współpracę z czasopismami „Bluszcz” i „Tygodnik Ilustrowany” nawiązała w 1907 r. Była działaczką ruchu społecznego, domagając się o równouprawnienie kobiet – zwłaszcza dostępu do edukacji. Pracowała jako pedagog m.in. w latach 1908-1912 w eksperymentalnej szkole dla dziewcząt w Klarysewie. Z racji swoich zainteresowań publikowane przez nią teksty dotyczyły pedagogiki, ruchu kobiecego i literatury. Recenzowała utwory Wyspiańskiego oraz Elizy Orzeszkowej. 
Po śmierci męża w 1918 r. przeprowadziła się do Płocka, gdzie zaczęła pracę jako dyrektor II Gimnazjum Żeńskiego. Następnie w 1938 r. wprowadziła się do swojej córki Róży Zawadzkiej do Łodzi. W trakcie II wojny światowej przeprowadziła się do Warszawy i brała udział w tajnym nauczaniu. Pracowała jako krytyk literacki aż do swojej śmierci w 1943 r..